# هوسولو (آغجه‌آباد)
هوسولو (به لاتین: Hüsülü) یک منطقه مسکونی در جمهوری آذربایجان است که در شهرستان آغجه‌آباد واقع شده است. هوسولو ۴۲۳۵ نفر جمعیت دارد.